# Billy Magnussen
William Gregory „Billy” Magnussen (ur. 20 kwietnia 1985 w Nowym Jorku) – amerykański aktor teatralny, telewizyjny i filmowy. W 2013 zdobył nominację do Tony Award.

## Życiorys

### Wczesne lata
Urodził się i dorastał na Woodhaven w Nowym Jorku jako syn Dainy, instruktorki aerobiku, i Grega Magnussena, zawodowego kulturysty i kickboxera. Ma dwóch młodszych braci. Jego dziadkami ze strony matki byli litewscy emigranci. Kiedy miał 10 lat wraz z rodziną kiedy przeniósł się do Cumming w stanie Georgia. Trenował zapasy w liceum, dopóki kontuzja ścięgna podkolanowego nie zmusiła go do porzucenia i rezygnacji z zajęć gimnastycznych w ostatnim roku; zamiast tego zapisał się na kurs teatralny. W 2003 ukończył South Forsyth High School, a później naukę kontynuował w North Carolina School of the Arts.

### Kariera
W 2007 pojawił się po raz pierwszy na scenie Broadwayu w sztuce The Ritz z Rosie Perez. Od 29 stycznia 2008 grał postać Caseya Hughesa w operze mydlanej CBS As the World Turns. Na dużym ekranie zadebiutował w dramacie Joela Schumachera Odlot (2010) jako Claude – psychopatyczny narkoman, który kolekcjonuje broń, przez którego dochodzi do tragedii podczas imprezy u Chrisa (Rory Culkin). 
W melodramacie telewizyjnym Hallmark Channel/CBS Zaginiona Walentynka (The Lost Valentine, 2011) z Jennifer Love Hewitt wystąpił jako młody porucznik Neil Thomas Sr., lotnik USN. W 2013 był nominowany do Tony Award 2012 dla najlepszego aktora drugoplanowego w sztuce teatralnej za rolę Spike’a w komedii Wania i Sonia i Masza i Spike (Vanya and Sonia and Masha and Spike) u boku Davida Hyde’a Pierce’a i Sigourney Weaver na scenie McCarter Theatre w Princeton. W 2014 grał Ethana w off-Broadwayowskim duodramie Sex With Strangers.

## Wybrana filmografia

### Filmy
- 2009: Łzy szczęścia (Happy Tears) jako Ray
- 2010: Odlot (Twelve) jako Claude
- 2011: Pannice w opałach (Damsels in Distress) jako Thor
- 2011: Zaginiona Walentynka (The Lost Valentine, TV) jako porucznik Neil Thomas Sr.
- 2012: Surviving Family jako Alex D’Amico
- 2012: The Brass Teapot jako Arnie
- 2013: Grupa Wschód (The East) jako Porty McCabe
- 2014: Tajemnice lasu (Into the Woods)
- 2014: Revenge of the Green Dragons jako detektyw Boyer
- 2015: Most szpiegów (Bridge of Spies) jako Doug Forrester
- 2015: The Meddler jako Ben
- 2015: Big Short (The Big Short) jako Broker kredytów hipotecznych
- 2018: Velvet Buzzsaw jako Bryson
- 2021: Nie czas umierać (No Time to Die) jako Logan Ash
- 2025: Lilo i Stich (Lilo & Stitch) jako agent Wendy Pleakley (głos)

### Seriale
- 2008: Prawo i bezprawie jako Cody Larson
- 2008-2010: As the World Turns jako Casey Hughes
- 2009: Komisariat drugi (The Unusuals) jako Bo Keebler
- 2010: Agenci NCIS: Los Angeles jako kapral Allen Reed
- 2011: Prawo i porządek: Zbrodniczy zamiar (Law & Order Criminal Intent) jako Marc Landry
- 2011: Na linii strzału (In Plain Sight) jako Jonathan Collins / Yonni Peterschwim
- 2012: CSI: Kryminalne zagadki Las Vegas jako detektyw Michael Crenshaw
- 2012: Zaprzysiężeni (Blue Bloods) jako Rand Hilbert
- 2012: Zakazane imperium (Boardwalk Empire) jako Roger McAllister
- 2014: Pozostawieni (The Leftovers) jako Marcus
- 2016: American Crime Story jako Kato Kaelin
- 2017: Unbreakable Kimmy Schmidt jako Russ Snyder
- 2017: Przyjaciele z uniwerku (Friends from College) jako Sean
- 2017: Dorwać małego (Get Shorty) jako Nathan Hill
- 2017: Czarne lustro (Black Mirror) jako Karl Valdack
- 2018: Wariat (Maniac) jako Jed Milgrim / Grimsson
- 2018–2019: Opowiedz mi bajkę (Tell Me a Story) jako Joshua / Nick Sullivan
- 2018–2020: Dziewczyny nad wyraz (The Bold Type) jako Billy Jeffries
- 2025: Czarne lustro (Black Mirror) jako Karl Valdack